# Phaeoceros carolinianus
Phaeoceros carolinianus és una espècie de planta no vascular que pertany a la divisió de les antocerotes de la família Anthocerotaceae, tot i que la seva taxonomia és dubtosa i també se l'ha inclòs en la família de les Notothyladaceae.
És extremadament semblant a Phaeoceros laevis, de fet només és distingeix per la distribució dels òrgans masculins i femenins. El gametòfit creix en forma de tal·lus prostrat d'entre 5 i 15 mil·límetres de gruix, és pla en la seva superfície dorsal i de color verd fosc llustrós. El marge del tal·lus és lleugerament lobulat, ramificat dicotòmicament i pot ser sub-erecte. Les cèl·lules de la superfície dorsal són regulars i consten d'un únic cloroplast, tret característic de la família de les Anthoceroteaceae. L'interior del tal·lus està format per 3-6 capes de cèl·lules parenquimàtiques, grans, irregulars amb espais d'aire intercel·lular. Les cèl·lules ventrals desenvolupen nombrosos rizoides de parets llises. És una espècie monoica per tant les cavitats anteridials i els òrgans femenins apareixen barrejats en un mateix tal·lus, aquest és un dels trets pels quals es diferencia de Phaeoceros laevis. Les espores madures són de color grogós o ataronjat i són alliberades per una càpsula recta de fins a 5 centímetres d'alçada.
La seva ecologia i distribució és semblant a la resta d'Anthocerotaceae, creix en sòls humits de camps de conreu no llaurats o de guaret, així com talussos o fusta humida.
És cosmopolita i és una de les úniques antocerotes de la flora Ibèrica. Als Països Catalans ha estat citada a l'Alt Empordà, Barcelonès i Baix Llobregat.
La única diferència amb P.laevis és que mentre aquesta és dioica, P.carolinianus és monoica. Alguns autors consideren que son simplement dues subespècies i llavors l'anomenen Phaeoceros laevis subsp. carolinianus (Minchx.) Prosk.